# Perilissus geniculatus
Perilissus geniculatus är en stekelart som först beskrevs av Tohru Uchida 1928.  Perilissus geniculatus ingår i släktet Perilissus och familjen brokparasitsteklar. Inga underarter finns listade i Catalogue of Life.